# Carbonato di zinco
Il carbonato di zinco è il sale di zinco dell'acido carbonico avente formula molecolare ZnCO3. Si presenta come cristalli incolori o polvere microcristallina bianca e inodore, praticamente insolubile in acqua e in alcool.  In natura è presente in forma molto pura nel minerale smithsonite. Trova applicazioni in ceramiche e come carica riempitiva per rendere ignifughe gomme e plastiche. Inoltre, è usato in lozioni, unguenti, cosmetici e come antisettico topico.
Il carbonato di zinco si prepara trattando a freddo soluzioni acquose di solfato di zinco (o anche il cloruro, ZnCl2) con bicarbonato di potassio:
ZnSO4 + 4 KHCO3 → ZnCO3↓ +  K2CO3 + K2SO4 + 2 H2O + 2 CO2↑
Il carbonato di zinco precipita e si può recuperare per filtrazione; per riscaldamento della sospensione, che è basica a causa dell'idrolisi del carbonato di potassio formatosi, si ha la conversione in carbonato basico di zinco (Zn5(CO3)2(OH)6).
Riscaldato a 140 °C inizia a decomporsi in ossido di zinco, anch'esso bianco, e anidride carbonica; a 300 °C la decomposizione è praticamente completa, dato che la pressione parziale di CO2 raggiunge 1 atm:
ZnCO3  ⇌ ZnO + CO2↑
Il carbonato di zinco è pochissimo solubile in acqua (pKs è 10,68.), ma si scioglie facilmente in soluzioni acquose di acidi minerali:
ZnCO3 (s) + 2 HCl (sol) → ZnCl2 (sol) + H2O + CO2↑
Il carbonato di zinco cristallino adotta la stessa struttura esagonale del carbonato di calcio, o del carbonato di magnesio (magnesite). In essa lo ione zinco è coordinato ottaedricamente e ciascuno ione carbonato è legato a sei ioni zinco in modo tale che ogni atomo di ossigeno sia tricoordinato. La sua struttura cristallina è quella della calcite con simbolo di Pearson hR30. Il suo gruppo spaziale è R3c (gruppo n° 167) con costanti di reticolo a = 4,6528 Å e c = 15,025 Å e avente {\displaystyle Z=6} (numero di unità formula nella cella elementare).